# Guldparmän

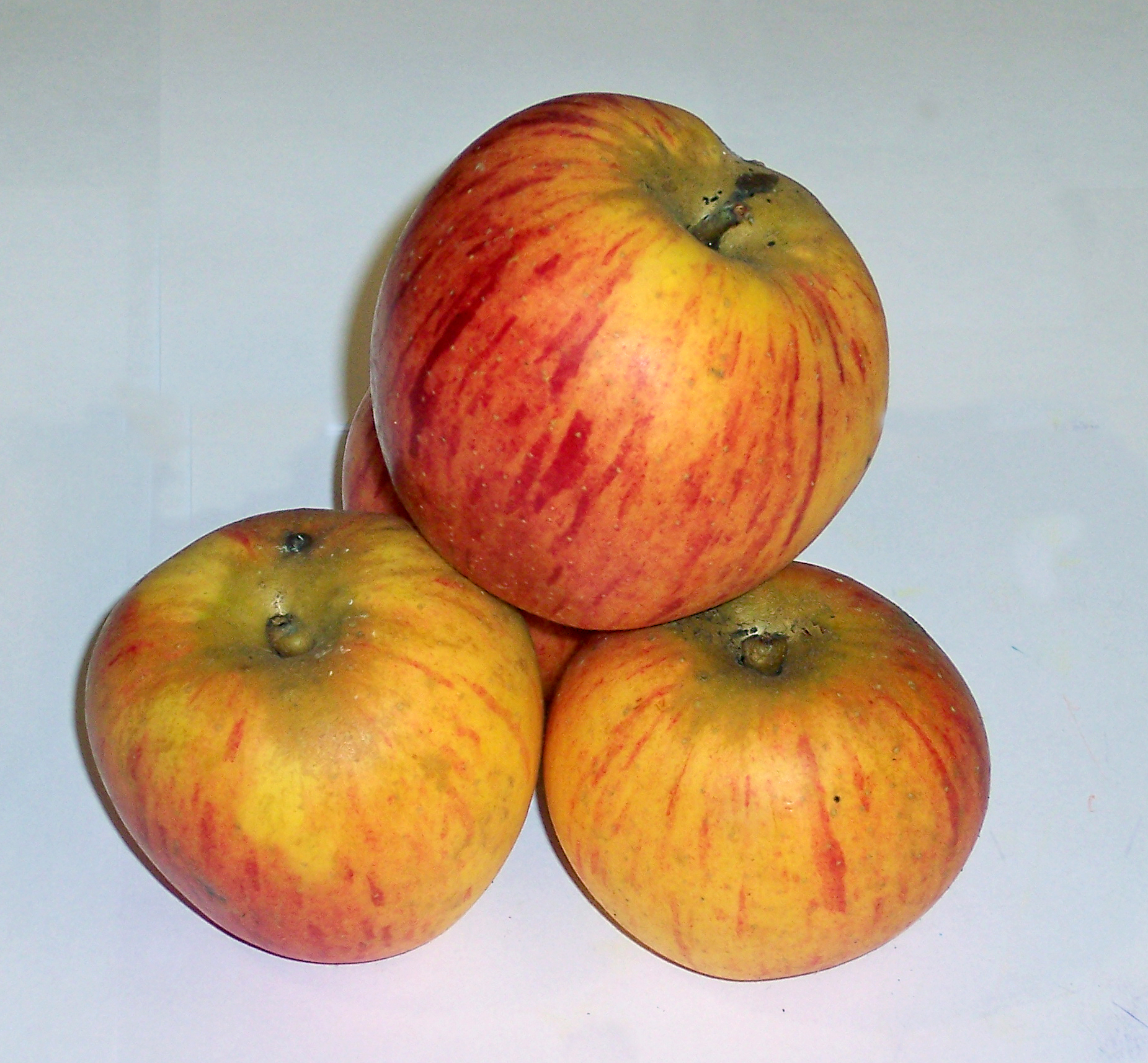
Bilden visar: Ribston

Guldparmän (litografi av målning av Henriette Sjöberg (1842–1915)).

Guldparmän är en äppelsort av gruppen guldrenetter, vilka omfattar bland andra Guldparmän, Ribston, Blenheim och Cox Orange. Ursprunget till detta äpple är okänd. Smaken på köttet, som är gult, är av en nötaktig arom. Nackdelen med detta äpple är att den är mottaglig för skorv, mjöldagg och kräfta. Denna sort når i Sverige oftast inte full utveckling, och har därför inte planterats i någon större utsträckning. Äpplet är främst ett köksäpple, men fungerar även som ätäpple. Blomningen på detta äpple är sen, och äpplet pollineras av bland andra Cox Orange, James Grieve, Golden Noble och Gul Richard. I Sverige odlas Guldparmän gynnsammast i zon II. Dagar mellan blomning och skörd 125. Medelvikt 104 gram, densitet 0,83, sockerhalt 12,5%  syrahalt 0,77%.
Alnarps Trädgårdar började sälja sorten i Sverige år 1864. 